# قتل غزاله شکور
غزاله شکور (۲۸ دی ۱۳۷۳ – ۱۲ اسفند ۱۳۹۲) دختر ۱۹ ساله ایرانی بود که در ۱۲ اسفند ۱۳۹۲ به دست دوست‌پسرش آرمان عبدالعالی (۱۹ اسفند ۱۳۷۴ – ۳ آذر ۱۴۰۰) کشته شد و جسدش هرگز یافت نشد. عبدالعالی در زمان وقوع جرم یک هفته کمتر از ۱۸ سال سن داشت. روند طولانی رسیدگی به پرونده قتل غزاله شکور در نتیجه مفقودی جسد و همین‌طور صدور احکام متعدد قصاص نفس و تعویق اجرای حکم در آخرین لحظات این پرونده را پیچیده تر کرد. عبدالعالی سرانجام در دادگاه مجرم شناخته و بامداد چهارشنبه ۳ آذر ۱۴۰۰ حکم قصاص نفس اجرا شد. از این پرونده به عنوان یکی از پیچیده‌ترین پرونده‌های جنایی ایران یاد می‌شود.

## شرح رویداد
غزاله شکور دختر ۱۹ ساله‌ای بود که در ۱۲ اسفند ۱۳۹۲ از خانه خارج شد و پس از آن ناپدید شد و هرگز اثری از او یافت نشد. پس از گزارش مفقودی توسط خانواده شکور، تحقیقات پلیس نشان داد که غزاله به قصد دیدار با آرمان عبدالعالی، دوست‌پسر خود از خانه خارج شده و پس از آن ناپدید شده است. عبدالعالی در بازجویی‌های اولیه اعتراف کرد که غزاله بابت مهاجرت تصمیم داشته تا رابطه خود با او را خاتمه دهد و در نتیجهٔ این تصمیم بین آن‌ها درگیری روی می‌دهد و در پی آن به سر غزاله ضربه وارد شده و از هوش می‌رود، عبدالعالی در بازجویی‌های اولیه معترف می‌شود که پس از هل دادن غزاله سر دختر دچار ضربه می‌شود، اینجاست که آرمان چندین بار با میله فلزی بارفیکس به سر غزاله می‌زند و پس از آن جسدش را در کیسه پلاستیکی پیچیده و به سطل زباله می‌اندازد، اما بعداً این اعترافات را ناشی از شکنجه قلمداد کرد و آن را پس گرفت و وارد آمدن ضربه به سر غزاله را ناشی از سر خوردن او در راه‌پله دانست و مدعی شد که از ترس بدنش را معدوم کرده است.

## حکم
در طول محاکمه، عبدالعالی در طی سال‌های ۱۳۹۸ و ۱۳۹۹ دست‌کم دوبار حکم قصاص محکوم شد که هر بار اعدام به تعویق افتاد، در یکی از این موارد حکم اعدام عبدالعالی در پای چوبه دار متوقف شد، خانواده شکور به او مهلتی یک‌ماهه دادند تا به محل رهاسازی بدن غزاله اعتراف کند، اما در همین حال وکیل عبدالعالی با توسل به این که حساب کاربری فیسبوک غزاله دوباره بازگشایی شده بود و همین‌طور خانواده‌اش برای او از دانشگاه مرخصی تحصیلی گرفته بودند مدعی بی‌گناهی موکلش شد و درخواست اعاده دادرسی را مطرح کرد.
عبدالعالی همچنین در طی سالیان رسیدگی به پرونده در نتیجه صدور حکم اعدام بارها به انفرادی منتقل شد.
در سال ۱۴۰۰ به نقل از وکیل عبدالعالی و رئیس مرکز حل اختلاف در خصوص آخرین وضعیت پرونده گزارش شد که کار رسیدگی پایان یافته و تصمیم نهایی دادگاه اعدام است که اجرای آن بستگی به تصمیم خانواده مقتول دارد. در طی این سال عبدالعالی چهار بار طی فقط ۳ هفته برای اجرای حکم اعدام به انفرادی منتقل شد؛ بنا بود تا در ۲۱ مهر حکم اجرا شود اما اجرای حکم تا ۲۴ مهر به تعویق افتاد. او سپس در ۲۵ مهر باز هم به انفرادی منتقل شد اما دوباره اجرای حکم لغو شد. مطابق اعلام خرمشاهی یکی از وکلای عبدالعالی، حکم اعدام موکلش در ۲۵ مهر به دلایل عمومی (توقف تمام اعدام‌ها در آن مقطع) متوقف شد. او بار دیگر در ۱۰ آبان ۱۴۰۰ برای اجرای حکم در ۱۲ آبان به انفرادی منتقل شد که حکم باز هم اجرا نشد.
سرانجام در سحرگاه ۳ آذر ۱۴۰۰ حکم اعدام آرمان عبدالعالی در زندان رجایی شهر کرج اجرا شد.

## چالش‌های پرونده
در مهر ماه ۱۴۰۰ وکلای آرمان عبدالعالی در نامه‌ای به محسنی اژه‌ای با اشاره به مواردی همچون پیدا نشدن جسد غزاله و اخذ مرخصی تحصیلی و تمدید دفترچهٔ درمانی متوفی مدعی شدند شهادت کتبی چند نفر از اهالی زاهدان موجود است که غزاله را در آن شهر رویت کرده‌اند. چند روز پس از اعدام عبدالعالی، پدر او مجدداً این ادعا را تکرار کرد. به گفتهٔ او پنج شاهد در دادگاه شهادت داده بودند که غزاله شکور را در مقاطع زمانی و مکان‌های مختلف رویت کرده بودند. او مدعی شد آخرین شاهد اعلام کرده بود که غزاله را بر روی ویلچر و با یک مرد پاکستانی در بیمارستان هلال احمر ایرانیان در دبی دیده و آن دختر خود را «غزاله» معرفی کرده است.

## واکنش‌ها به اعدام آرمان عبدالعالی
روز چهارشنبه ۳ آذر ۱۴۰۰ سخنگوی دفتر حقوق بشر سازمان ملل با اشاره به «هشدارآمیز و شوک‌آور بودن» اعدام آرمان عبدالعالی گفت: «مقامات جمهوری اسلامی بی‌اعتنا به درخواست‌های مکرر نهادهای گوناگون، حتی تماس سازمان ملل با مقامات جمهوری اسلامی برای جلوگیری از این اعدام، آن را اجرا کردند.»

## در فرهنگ عامه
والدین شکور عقیده دارند که روایت فیلم بی‌بدن (۱۴۰۲) برگرفته از پروندهٔ قتل دخترشان است و این فیلم چنان‌که می‌گویند «بدون اجازه از حریم خصوصی ما» ساخته شده است. کاظم دانشی، فیلمنامه‌نویس بی‌بدن، استدلال مطرح‌شده از سوی والدین شکور را قبول نکرد. او گفته است: «فیلم بی‌بدن از چند پرونده مشابه این چنینی نوشته شده و شایعه‌هایی وجود دارد که از یک پرونده خاص بوده، اما این‌طور نیست.»